# Teen Court
Ein Teen Court (deutsch Schülergericht oder Jugendlichengericht) ist ein kriminalpädagogisches Jugendprojekt, in dem ein Schülergremium erzieherische Maßnahmen gegen jugendliche Straftäter aussprechen kann. Die Idee und die Bezeichnung der Teen Courts stammt aus den USA. Eines der Hauptmotive für die Einführung von Teen Courts ist die Annahme, dass Jugendlichen das Ansehen bei Gleichaltrigen besonders wichtig sei. Durch ihre Mitwirkung im Teen Court soll dieser Effekt so genutzt werden, dass eine Einsicht bei den Beteiligten gefördert wird.

## Deutschland

### Einführung
Das Teen Court wurde 2000 als Modellversuch durchgeführt unter Einführung des damaligen Oberstaatsanwaltes Erhard Becker. Schließlich wurde das Kriminalpädagogische Schülerprojekt (KPS) von dem bayrischen Staatsministerium der Justiz, der Staatsanwaltschaft Aschaffenburg und dem Verein Hilfe zur Selbsthilfe, sowie mit der Unterstützung des Oberstaatsanwaltes Becker, gegründet.

### Zuständigkeit
Der Teen Court ist im Sinne des Prozessrechts kein Jugendgericht, er besitzt weder gerichtliche noch staatsanwaltliche Kompetenzen. Es finden weder Beweisaufnahme noch Beweiswürdigung statt, der Sachverhalt muss vollständig geklärt sein. Die Staatsanwaltschaft begleitet das Verfahren bis zum Abschluss. An einem Teen Court werden – je nach Bundesland – nur Fälle leichter bis maximal mittlerer Kriminalität verhandelt.
Zeigt sich ein Straftäter vor der zuständigen Staatsanwaltschaft geständig und erklärt sich bereit, vor das Schülergericht zu treten, sieht die Staatsanwaltschaft von einer Strafverfolgung ab und weist den Fall dem Schülergericht zu. Akzeptiert der Jugendliche den „Richterspruch“ des Schülergremiums, ist der Fall damit abgeschlossen. Sind erzieherische Maßnahmen eingeleitet worden, kann die Staatsanwaltschaft nach § 45 Abs. 2 Jugendgerichtsgesetz von einer Strafverfolgung absehen.

### Verbreitung
Teen Courts gibt es in Bayern (Aschaffenburg, Ingolstadt, Ansbach, Memmingen, Augsburg, Dillingen a. d. Donau, Landshut), Hessen (Limburg, Wiesbaden, Darmstadt), Nordrhein-Westfalen (Recklinghausen, Siegen), Sachsen (Bautzen, Leipzig, Zwickau), Sachsen-Anhalt (Halberstadt) und Baden-Württemberg (Kehl). Thüringen (Haubinda) an der Hermann-Lietz-Schule. In Hamburg wurde ein Pilotprojekt 2008 nach eineinhalb Jahren eingestellt.
Anders als in den ursprünglichen Teen Courts wird in Kehl das Konzept auch bei Strafunmündigen, also unter 14-Jährigen, angewandt, damit auch diese sich mit ihrer Tat auseinandersetzen können. Durch die Kooperation mit dem Jugendsachbearbeiter der Polizei werden diese Fälle mit der Einverständniserklärung der Eltern und den straffällig Gewordenen an das Schülergremium weitergeleitet.

### Ausbildung der „Richter“
Die Richter am Teen Court, meist zwischen 14 und 20 Jahre alt, müssen eine entsprechende Schulung besucht haben. Sie sollen jeweils älter als die Delinquenten sein.

### Bewertung
Der Erfolg ist umstritten. Zwar wird anerkannt, dass mittels dieser Einrichtung Diversion erreicht werden kann; damit ist gemeint, dass zugunsten von Resozialisierung und Entlastung der Gerichtsbarkeit auf ein formelles Verfahren verzichtet wird. In Frage gestellt wird aber teilweise die rechtsstaatliche Legitimation. Die nach dem Jugendgerichtsgesetz für die am Jugendstrafverfahren Beteiligten geforderte besondere Befähigung in der Erziehung wird ebenfalls kaum zu belegen sein.
Die These, dass Jugendliche, die vor einem Teen Court standen, weitaus seltener rückfällig werden als vor den Strafgerichten, ist für Deutschland bisher wissenschaftlich nicht belegt. In den USA gibt es aber Langzeitstudien, die diesen Effekt bestätigen. Da Teen Courts in den USA aber andere Entscheidungsbefugnisse haben als in Deutschland, sind diese Ergebnisse nur schwer auf das deutsche Modell übertragbar.